# Bà Rịa (provincie)

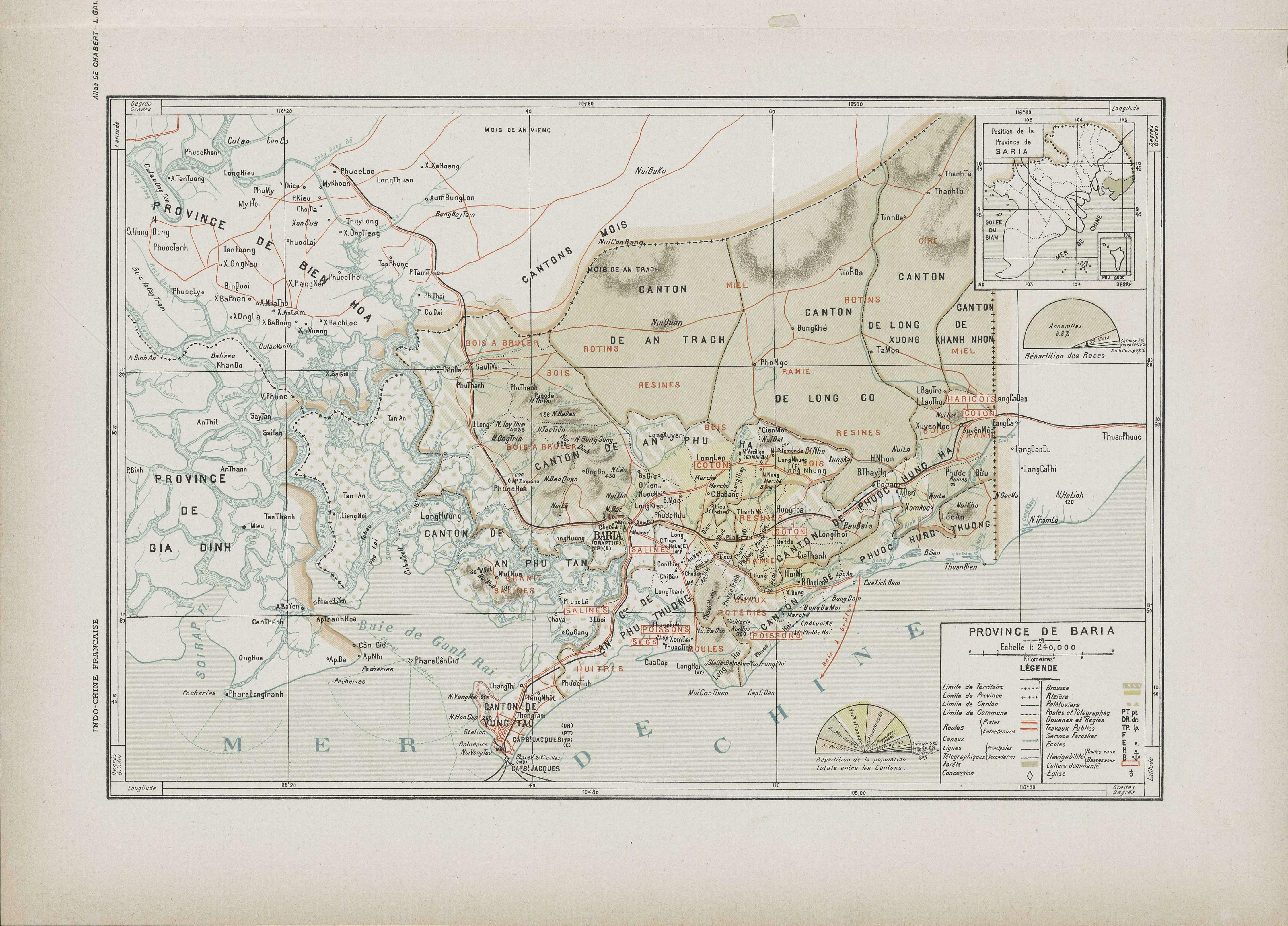
Bà Rịa in 1909

Bà Rịa is een voormalige provincie in Dông Nam Bô. Op 20 december 1899 besloot Édouard Picanon dat er vele provincies moesten worden opgericht, nadat het gebied niet langer een arrondissement van Frankrijk zou zijn. Zo werd per 1 januari 1900 de provincie Bà Rịa opgericht.
In 1951 werd de provincie Chợ Lớn aan Bà Rịa gevoegd. In 1956 werd deze samenvoeging echter al ongedaan gemaakt. De provincie Bà Rịa heeft tot 1991 bestaan. Het werd toen samengevoegd met de provincie Vũng Tàu-Côn Đảo tot Bà Rịa-Vũng Tàu.